# (14389) 1990 QR5
A (14389) 1990 QR5 a Naprendszer kisbolygóövében található aszteroida. Henry E. Holt fedezte fel 1990. augusztus 26-án.

## Kapcsolódó szócikk
- Kisbolygók listája (14001–14500)